# Pandelleia dimorphia
Pandelleia dimorphia är en tvåvingeart som först beskrevs av Charles Howard Curran 1939.  Pandelleia dimorphia ingår i släktet Pandelleia och familjen parasitflugor. Inga underarter finns listade i Catalogue of Life.